# 毛壳花哺鸡竹
毛壳花哺鸡竹（学名：Phyllostachys circumpilis）为禾本科刚竹属下的一个种。

## 扩展阅读
- 維基物種上的相關：毛壳花哺鸡竹